# Syzygium buxifolium
Syzygium buxifolium är en myrtenväxtart som beskrevs av William Jackson Hooker och George Arnott Walker Arnott. Syzygium buxifolium ingår i släktet Syzygium och familjen myrtenväxter. Inga underarter finns listade i Catalogue of Life.

## Bildgalleri

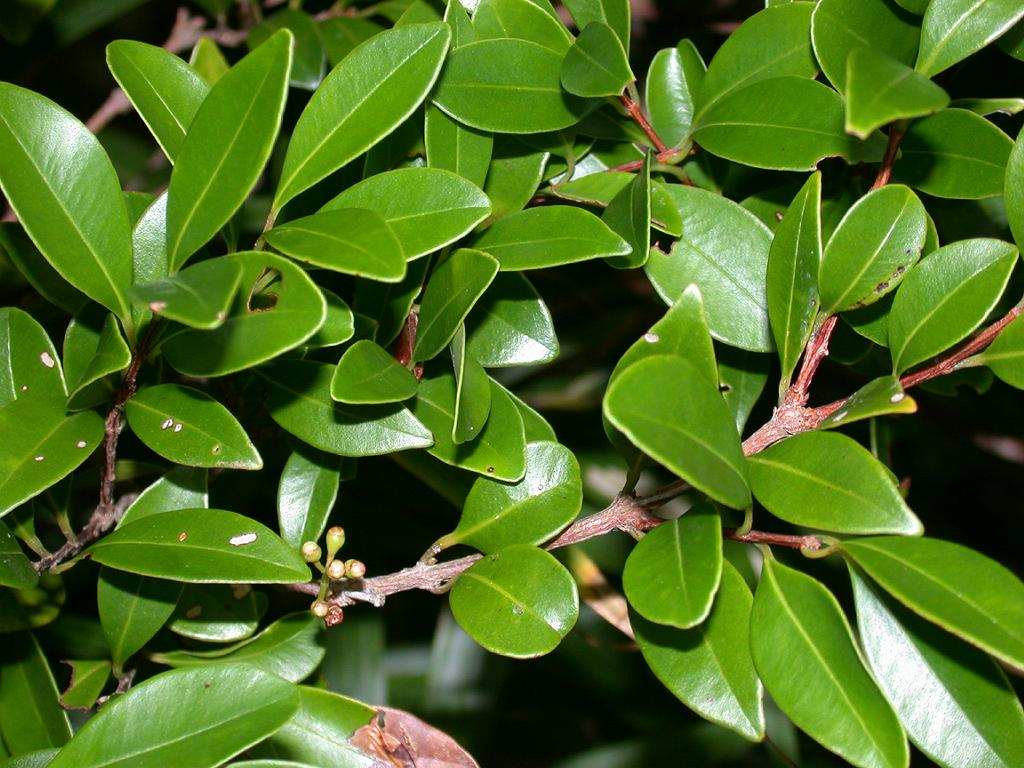
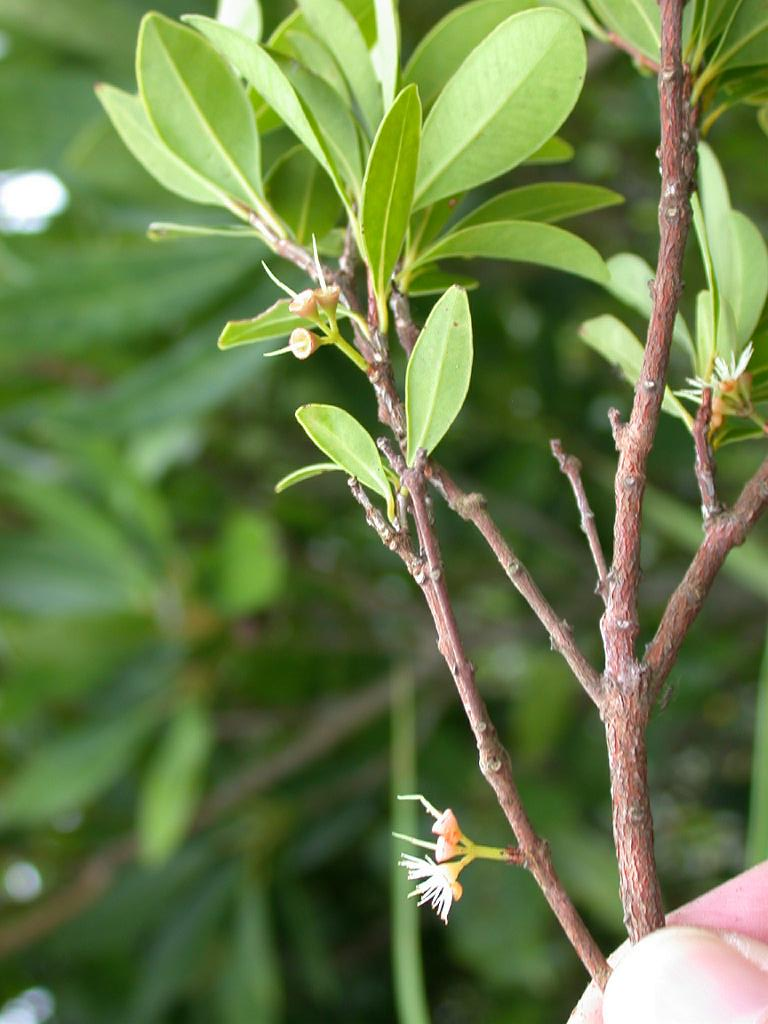
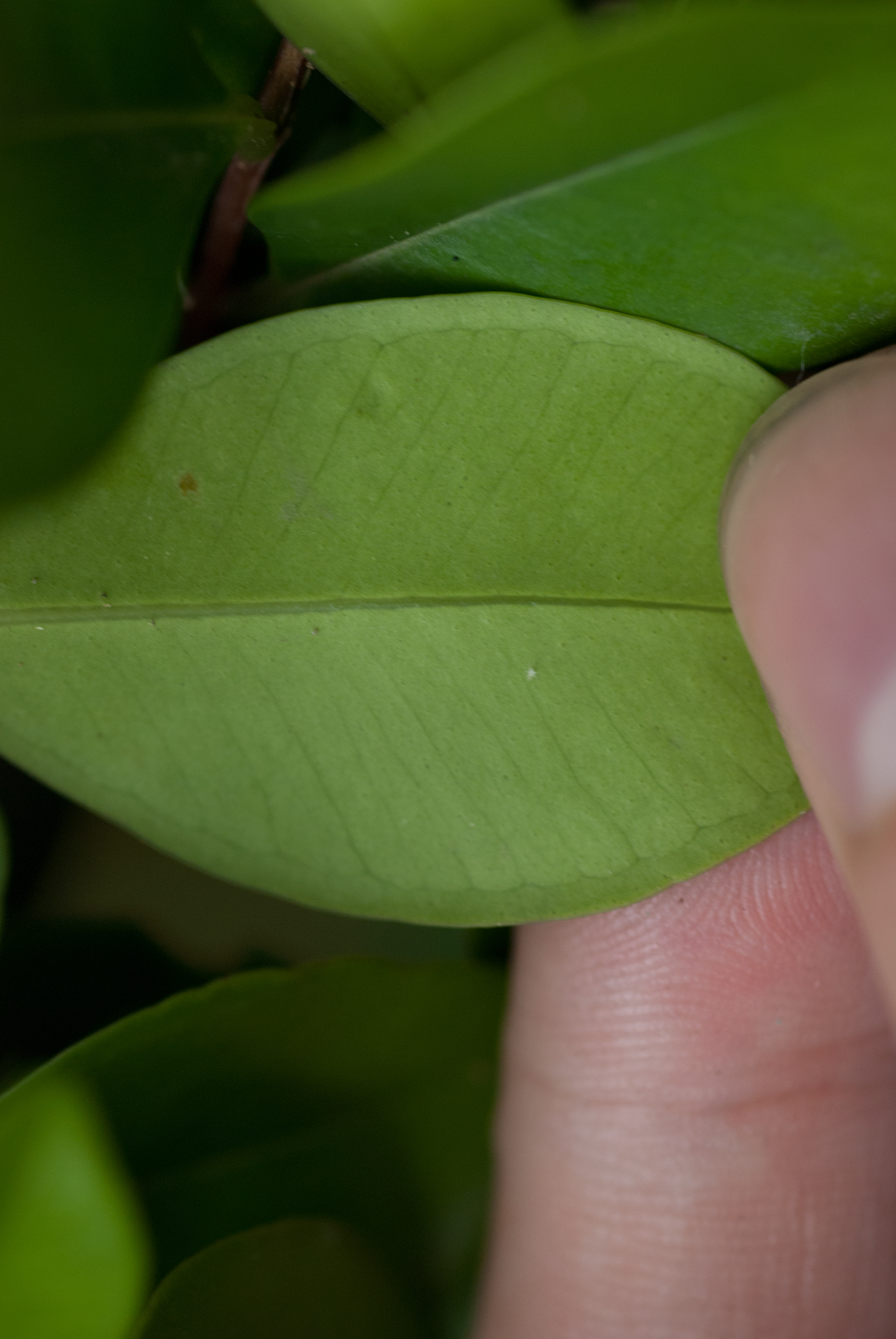
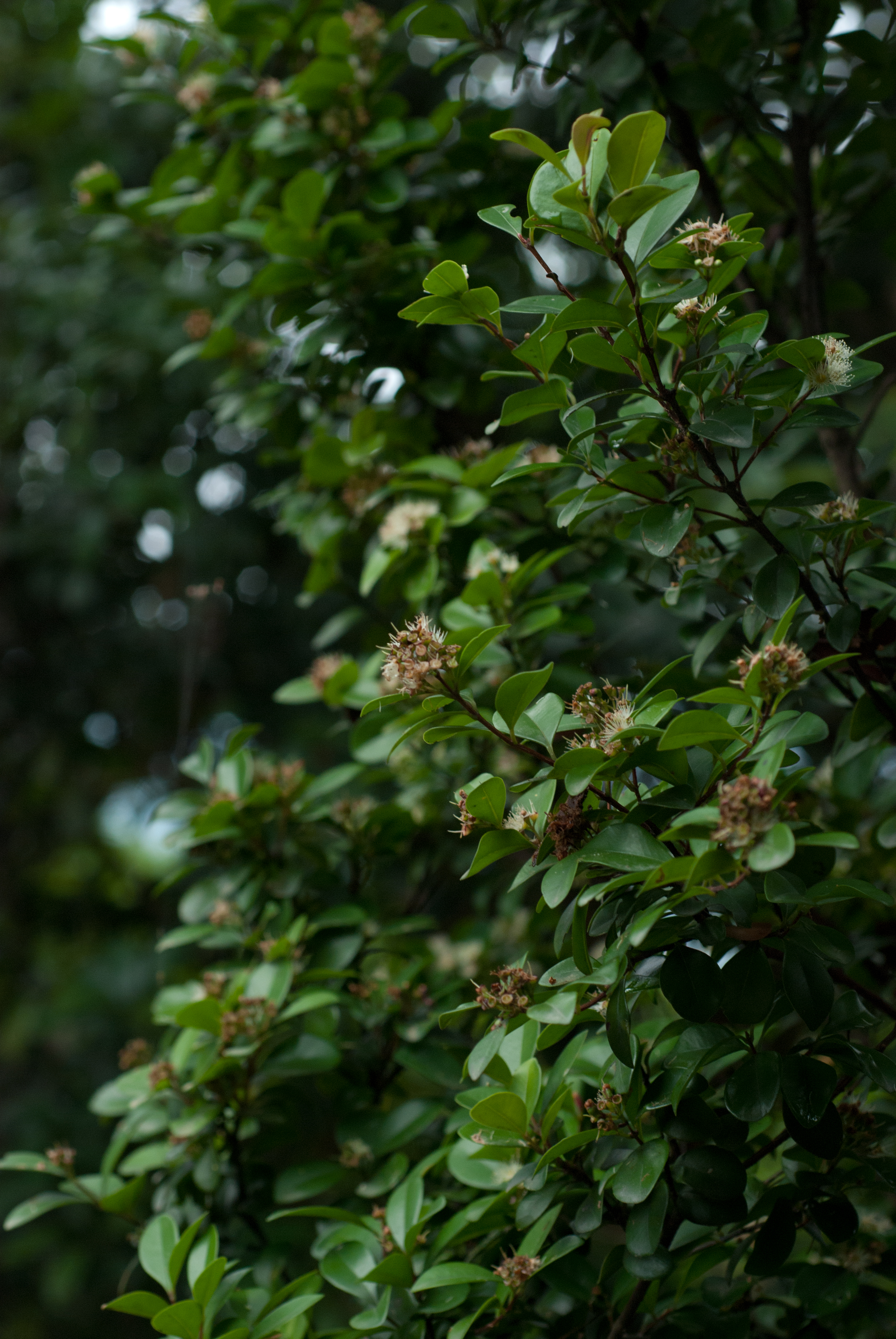